# Трансгаз
Трансгаз (на румънски: Transgaz) е държавна публична компания, която е технически оператор на националната система за пренос на природен газ в Румъния. През 2017 г. компанията е обработила количество от 12,87 млрд. м3 природен газ. Тя има общ транспортен капацитет от 30 млрд. м3 природен газ и тръбопроводна мрежа от 13 000 км. Трансгаз е член на Европейската мрежа на операторите на преносни системи за газ.

## Връзки с други страни
- Унгария през газопровода Арад – Сегед
- Украйна през тръбопровода за природен газ Чернивци – Сирет
- България през тръбопровода за природен газ Караомер (Негру Вода) и Гюргево – Русе
- Молдова през газопровода Яш – Унген (открит на 27 август 2014 г.)[1]

## Акционери
Въпреки че е държавна собственост, Трансгаз е частично приватизирана през 2007 г. и 2013 г.
Структура на акционерите към 2018 г.:
- Министерство на икономиката: 58,5097%
- Други акционери: 41,4903%